# Telfs
Telfs er en by i det vestlige Østrig, med et indbyggertal (pr. 2007) på cirka 14.400. Byen ligger i delstaten Tyrol.
47°17′N 11°04′Ø / 47.283°N 11.067°Ø